# That Beautiful Somewhere
That Beautiful Somewhere è un film del 2006 diretto da Robert Budreau, tratto dal romanzo Loon di William Bill Plumstead.

## Trama
L'investigatore Conk Adams, perseguitato dai demoni del passato servizio in Bosnia, viene ingaggiato per identificare un corpo ben conservato e trovato in una isolata palude del nord. Una giovane archeologa viene ingaggiata a sua volta per affiancare il detective, ma Catherine Nyland, ha un segreto: necessita di guarire nel fisico quanto il detective Conk necessita di un sollievo spirituale ed emotivo. Durante il loro lavoro i due incontrano e sospettano di un anziano e solitario nativo del luogo, che sembra avere non solo la chiave per l'identificazione del corpo ma anche la soluzione ai problemi di Catherine e Conk.
Catherine sin dalla nascita è affetta da una sconosciuta malattia che le provoca forti crisi dolorose, mentre Conk non riesce a decidere delle sorti della povera madre inferma in un letto d'ospedale che ha richiesto l'eutanasia. Nella soluzione del caso e grazie soprattutto all'aiuto di Harold, il nativo, Conk e Catherine finiscono per innamorarsi ed aiutarsi a vicenda.
Conk riuscirà a dire addio alla madre donandole la libertà nell'eutanasia, mentre Chaterine riesce a scoprire l'origine, la storia e le ragioni della morte del corpo ritrovato nella palude, ma anche una strada per cercare di guarire dalla sua malattia. Harold rivela a Conk la pratica di un rituale, adottato dai nativi del luogo, per miracolose guarigioni. Chaterine con l'aiuto di Conk intraprenderà questa strada spirituale che però si rivelerà essere rischiosa per lei ma ancor più per il detective Conk.

## Produzione
Il soggetto è tratto dal romanzo Loon di William Bill Plumstead. Il film è stato prodotto in Canada da Ian Murray e William Bill Plumstead per la Lumanity Productions.
Il film è stato girato interamente a North Bay e Temagami in nord Ontario

## Distribuzione
Il film è stato proiettato in anteprima mondiale il 26 agosto 2006 al Montreal World Film Festival; durante la 17ª edizione del Cinéfest Sudbury International Film Festival dal 16 al 24 settembre 2006 in Ontario, Canada; durante il 26° Atlantic Film Festival dal 14 al 23 settembre 2006; durante il Calgary International Film Festival dal 22 settembre al 1º ottobre 2006; durante il Canadian Film Festival - Winnipeg - Manitoba dal 28 febbraio al 3 marzo 2007. Il film ha inoltre partecipato al Garden State Film Festival dal 23 marzo al 25 marzo 2007.
È stato distribuito nelle sale cinematografiche canadesi a partire dal 20 aprile 2007 a cura della TMN, Movie Central.
Il film è stato poi distribuito in home video in formato DVD dal 25 settembre 2007 a cura della Monarch Home Video.

## Riconoscimenti
- 2007 - California Independent Film Festival
  - Slate Awards come miglior fotografia a Andrew Watt
  - Slate Awards come miglior film straniero a Robert Budreau, Ian Murray e William Plumstead.
  - Candidatura al miglior attore a Roy Dupuis
  - Candidatura al miglior regista a Robert Budreau
- 2007 - Garden State Film Festival
  - Jury Awards come miglior film internazionale a Robert Budreau, Ian Murray e William Plumstead.
- 2008 - Genie Awards
  - Candidatura alla miglior colonna sonora per Steve London
- 2007 - Park City Film Music Festival
  - Silver Medal for Excellence come miglior colonna sonora a Steve London e Robert Budreau